# Museo del Ferrocarril de San Luis Obispo
El Museo del Ferrocarril de San Luis Obispo (en inglés: San Luis Obispo Railroad Museum) como su nombre lo indica se localiza en San Luis Obispo, California, al sur de Estados Unidos que fue fundada para preservar y presentar la historia del ferrocarril de California, y en concreto la Costa Central, mediante la recopilación, restauración, exhibición, y el funcionamiento del equipo ferroviario histórico. El museo también mantiene una biblioteca de investigación, y de documentos y archivos fotográficos, y está desarrollando un programa de historia oral. 
El museo ocupa una freighthouse restaurada del ex Southern Pacific (construido en 1894) en la avenida Santa Bárbara, adyacente a la línea principal de Union Pacific y alrededor de un cuarto de milla al sur de la estación de San Luis Obispo Amtrak.